# 吴蕴初

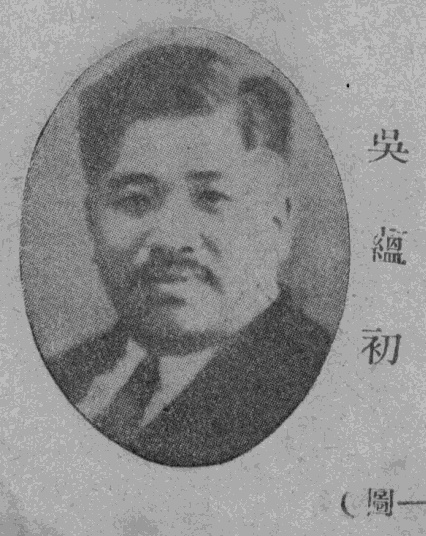

吴蕴初（1891年9月29日—1953年10月15日），字葆元，男，江苏省嘉定县（今上海市嘉定区）人，中国氯碱工业的创始人，化工实业家。创办了中国第一个味精厂、氯碱厂、耐酸陶器厂、生产合成氨与硝酸的工厂。

## 生平
1911年，毕业于上海兵工学堂，主修化学。1913年，於汉口汉冶萍公司，任汉阳铁厂化验师。1916年，任汉阳铁厂砖厂厂长。汉阳兵工厂担任理化课课长及制药课课长。1919年，任汉口燮昌火柴厂工程师兼厂长。1920年，吴蕴初在上海创办炽昌牛皮胶厂。
20世纪20年代，继日本发明“味之素”之后，年轻的吴蕴初在自己的实验室里从谷物中研制出了中国人自己的味精，即用小麦蛋白为原料加氢氧化钠制成谷氨酸钠。可是走出实验室的吴蕴初却处处碰壁，直到他遇见了浙江籍酱业大王张逸云，正是张的独具慧眼和鼎力出资，开创了民族工业资本与技术的完美结合，也将原本灰布长衫、埋头在实验室搞发明的化学家吴蕴初，造就成人人皆知的味精大王。
1923年，味精的字样出现在张逸云的连锁店张氏酱园的门面上，“佛手”的广告遍布上海大街小巷。天厨味精厂在市场飞快壮大，而真正的老板张逸云却始终甘居幕后。当年的股份清单上，记载着吴蕴初占有10％的股份，其实他投入的5000银圆全是张逸云送的。同时，天厨的所有味精包装上都标明“吴蕴初先生创制”。
1934年，张逸云出资10万银圆为抗日捐赠了一架战斗机，却在捐赠人一栏写上了吴蕴初的名字，这架标有“天厨”二字的战斗机轰动了全国。此后，张、吴二人又携手创办起天原和天利化工厂，完成了天字号企业的成功构建。（3）
1928年，吴蕴初为中华化学工业会副理事长。1939年，任国民政府全国经济委员会、资源委员会和经济部计划委员会委员。为中华工业协会理事长、迁川工厂联合会副理事长。
1949年，中国共产党接管上海，吴蕴初任华东军政委员会委员、上海市人民政府委员、上海市文史研究馆委员、上海市财政经济委员会委员、中国民主建国会中央委员、全国工商联筹备委员、上海市化工原料工业同业公会主任委员。1953年，吴蕴初被选为中国民主建国会上海分会副主任委员。